# NASA主任科学者
NASA主任科学者(NASA Chief Scientist)は、アメリカ航空宇宙局(NASA)で最も上級の科学者の地位である。NASA主任科学者は、科学的な問題についてNASA長官に対する第一のアドバイザーとしての役割や、国内や海外の科学界との橋渡し、NASAの研究計画が科学的、技術的に広く受け入れられ目的に対して適切なものであることの保証等の役割を担う。

## 歴史
主任科学者の地位は、NASA長官に対し、予算、戦略的目的、現在のNASAの科学計画の内容をアドバイスするために創設された。主任科学者は、諮問委員会や外部の委員会と並び、NASA Strategic EnterprisesやField Centersの代表と密接に仕事をする。主任科学者は、NASAの科学的目的や成果を、他の連邦機関、産業界、学会、他の政府組織、国際社会、一般市民に対して説明する。
また主任科学者は、NASAの政策、訓練、課題等について科学的規律の観点から議論するNASA Science Councilを主宰する。
NASA主任科学者の地位は2005年9月に廃止され、機能の多くは科学ミッション局に移管されたが、2011年に復活した。

## NASA主任科学者の一覧
- Frank B. McDonald（1982年-1987年）[4]
- France A. Cordova（1993年-1996年）[5]
- Kathie L. Olsen（1999年5月24日-2002年）[6][7]
- シャノン・ルシッド（2002年-2003年9月）
- ジョン・グランスフェルド（2003年9月-2004年）[8]
- James B. Garvin（2004年10月-2005年9月）[9]
- Waleed Abdalati（2011年1月-2012年12月）[3]
- Ellen Stofan（2013年8月25日-）[10]